# Observatorio Pierre Auger

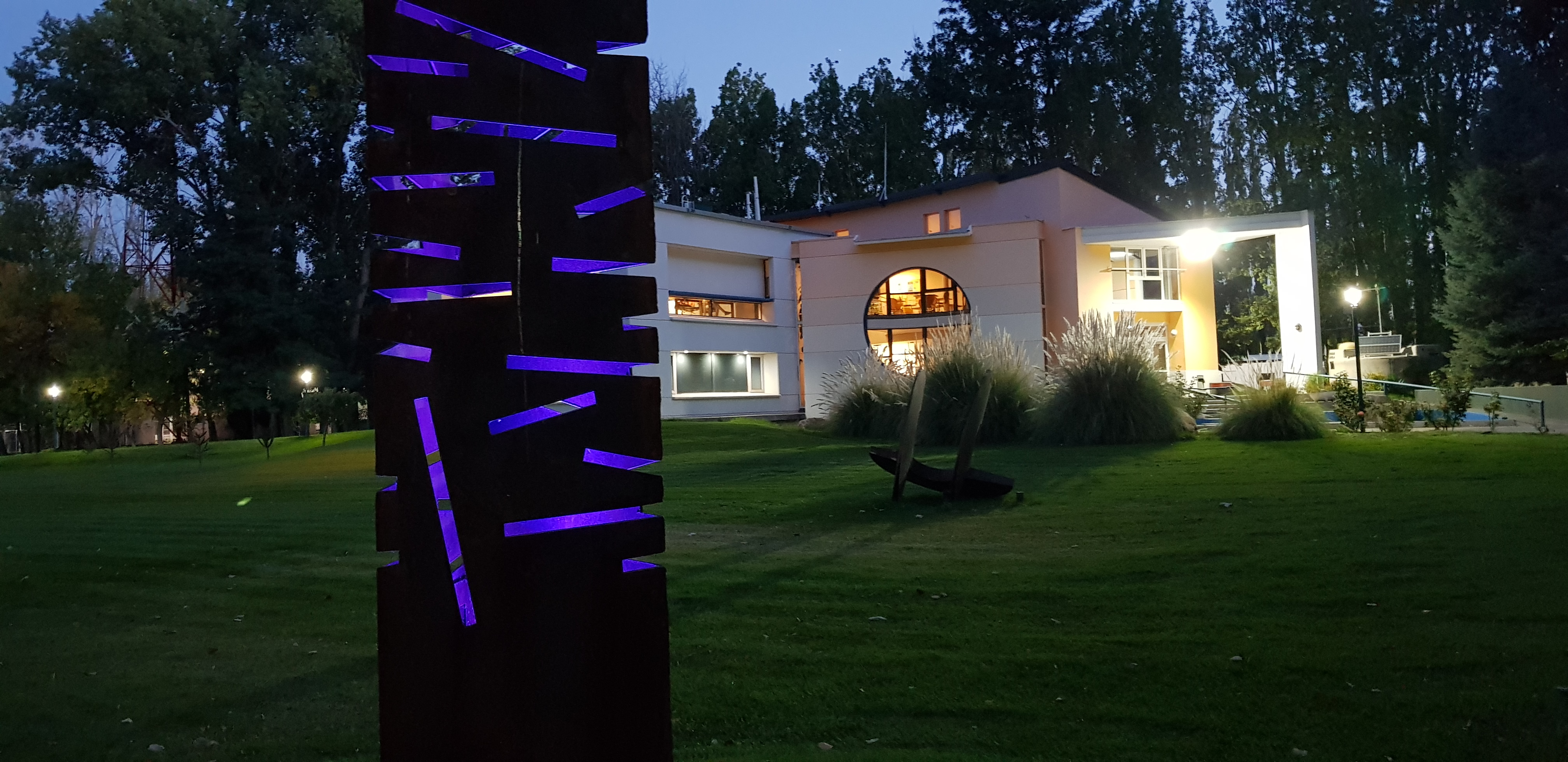
Observatorio de rayos cósmicos Pierre Auger.

El Observatorio Pierre Auger, situado en la ciudad de Malargüe, en la provincia de Mendoza, Argentina, es una iniciativa conjunta de 17 países en la que colaboran unos 400 científicos de 90 instituciones, con la finalidad de detectar partículas subatómicas que provienen del espacio exterior denominadas rayos cósmicos. Algunos de estos rayos tienen energías anormalmente superiores a los que usualmente bombardean la Tierra y producen un efecto llamado lluvia cósmica o cascada atmosférica extensa. El experimento Pierre Auger fue el primero en el mundo diseñado para estudiar rayos cósmicos de altas energías utilizando de manera simultánea distintos sistemas de detección, lo que lo transforma en un Observatorio híbrido. No solo se ignora de qué tipo de partículas se trata, sino que los científicos desconocen su lugar de origen y el mecanismo capaz de impartirles semejantes velocidades. Se trata de enigmas que desafían todas las previsiones.
Los rayos cósmicos son muy abundantes, pero cuanto mayor es su energía, menor es su abundancia. Los rayos cósmicos de las energías más altas, que estudia el Observatorio Pierre Auger, son una fracción muy pequeña del total.
En 2013 la Fundación Konex le otorgó la Mención Especial del Premio Konex como una de las instituciones más relevantes de la Ciencia y Tecnología del período 2004-2013 en Argentina.

## La misión del observatorio
En astrofísica, se denomina rayos cósmicos a una radiación consistente en partículas energéticas (generalmente protones) provenientes del espacio exterior que atraviesan la atmósfera con una energía que normalmente es de 107 a 1010 eV.
Una lluvia muy violenta de partículas elementales  se origina gracias a lainteracción  del rayo cósmico primario con una energía extraordinariamente mayor a la usual: 1020eV (similar a una pelota de tenis en un saque, pero concentrada en una masa 24 órdenes de magnitud menor) con las moléculas de aire. Esa lluvia o cascada de partículas interactúan con la materia; en el are producen fluorescencia y si atraviesan agua, producen luz  en la región del ultravioleta, denominada radiación Cherencov.  La energía en estas partículas es cien millones de veces superior a la que se puede impartir a una partícula subatómica en los más potentes aceleradores construidos hasta hoy. Según datos recientes, se estima que en un milenio solo llega una de esas partículas a cada km² de la superficie de la Tierra, de manera que es extremadamente difícil su detección.
La comunidad científica mundial busca explicar cómo es posible que en el universo pueda generarse un acelerador cósmico capaz de impartir energías de gran magnitud a una partícula subatómica, de dónde vienen y cómo se propagan estas partículas. Tal es la misión del Observatorio Pierre Auger, llamado así en honor del físico francés que elaboró la teoría de las lluvias cósmicas en 1938. El proyecto intenta detectar la luz emitida por la lluvia y también las partículas (gamma, electrones y muones) que hacen colisión con la Tierra. Para ello 18 países colaboraron para montar a través del proyecto un observatorio en cada hemisferio con detectores que cubren áreas sumamente grandes para así obtener registros de la partículas y lluvias. La instalación de dos observatorios obedece a la necesidad de investigar zonas diferentes del cielo y comparar resultados.
En noviembre de 1995, la Unesco eligió a la Argentina como la sede sur del proyecto. Una de las razones fue que la zona conocida como Pampa Amarilla, en Malargüe, es una planicie que, además de permitir la instalación de los tanques detectores en una amplia zona de unos 3.000 km², se encuentra a una gran altitud, proporcionando un cielo limpio que permite detectar las partículas con mayor facilidad que en otras regiones. Además, la infraestructura del lugar y el apoyo del gobierno y científicos, tanto a nivel nacional como provincial, fueron determinantes a la hora de la elección de la Argentina. Se calcula que el tiempo de vida del observatorio, es de unos 20 años. Aunque quedó inaugurado formalmente el 13 de noviembre de 2008, se encuentra tomando datos en forma estable desde enero de 2004. Cuenta con 1600 tanques detectores de partículas, conectados por un sistema de comunicaciones en una superficie de 3 mil kilómetros cuadrados, 4 edificios y 24 telescópicos de fluorescencia. La obra se inició en 1999 y costó 58 millones de dólares.

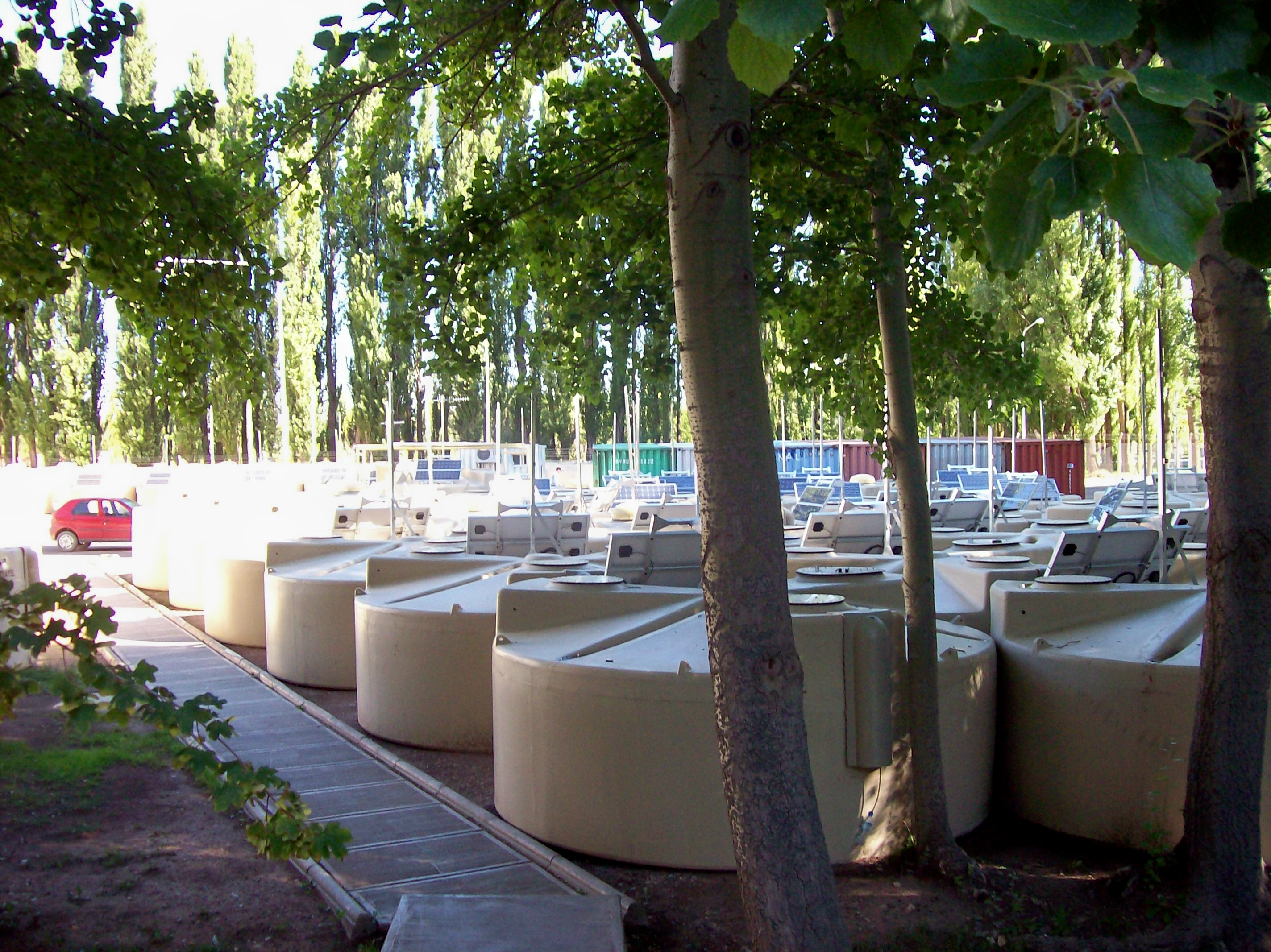
Tanques de detección en el observatorio.

El observatorio del hemisferio norte se montará en Colorado, Estados Unidos. El costo total del proyecto es de unos 100 millones de dólares y mantenerlo cuesta unos 2,5 millones por año. La provincia de Mendoza, Argentina, Brasil, Francia, Alemania, Italia, México y los Estados Unidos son quienes más aportan económicamente al proyecto.
Se calcula que en un lapso de unos 10 años el proyecto Auger habrá registrado más de 600 rayos cósmicos de energía mayor que el límite GZK (~6.1019eV), número posiblemente suficiente para individualizar las fuentes, que deben originarse en regiones bien localizadas del universo. De hecho ya ha logrado la medida más precisa hasta la fecha de las interacciones protón-protón a una energía inaccesible para el Gran colisionador de hadrones (GCH): 57 TeV.
En 2007 se logró determinar que las direcciones de arribo de la mayor parte de los rayos cósmicos de las más altas energías detectados apuntan a menos de 3 grados de núcleos activos de galaxias cercanas, como Centaurus A, a 11 millones de años luz de la Tierra. Este descubrimiento fue considerado dentro de los mayores hallazgos científicos del año 2007 por las revistas Science y Nature.
En el edificio se realizan también tareas de divulgación. Para ello cuenta con un moderno equipo para proyección de audiovisuales y vídeo calculándose que por año unos 5.000 visitantes recorren las instalaciones, guiados por un especialista que comenta la finalidad e importancia del observatorio. Además, el 1% de los datos del detector de superficie están disponibles para fines educativos. Se pueden acceder a través del Explorador de eventos públicos del Observatorio.
La investigación de rayos cósmicos forma parte de la Física de Astropartículas, que va más allá de la Astronomía y pretende usar otras partículas como los neutrinos o las ondas gravitacionales para profundizar en el conocimiento de nuestro universo.

## En qué consisten los detectores
Las lluvias originadas por partículas cósmicas de alta energía pueden ser registradas en la superficie de la Tierra por distintos tipos de detectores. Algunos se basan en la ionización de la materia. La lluvia cósmica se mueve a considerable velocidad y al atravesar el gas de la atmósfera, sus componentes se van frenando, por las interacciones que se producen. Mientras tienen lugar los procesos nucleares se producen interacciones de origen puramente electromagnético, que remueven algunos de los electrones atómicos del gas y dejan átomos ionizados. Los electrones remanentes se reacomodan saltando entre órbitas, para migrar hacia el estado de menor energía, emitiendo radiación electromagnética, principalmente en la región del ultravioleta.
Las lluvias de radiación cósmica son extremadamente débiles y solo es posible registrarlas mediante instrumentos especiales que recogen la mayor cantidad posible de rayos y los concentran sobre un detector mediante 24 grandes espejos parabólicos, cada uno de los cuales tiene en su foco un fotomultiplicador. El conjunto de detección formado por los espejos, constituye un telescopio que por su aspecto recuerda al ojo de una mosca. Gracias a impulsos eléctricos, el ojo de mosca permite reconstruir la forma, dimensión, dirección y energía de la partícula primaria incidente. Pero esta técnica, denominada de fluorescencia, si bien es muy precisa, solo se puede utilizar en noches oscuras. En la práctica solo sirve para un 10% del tiempo de un año.

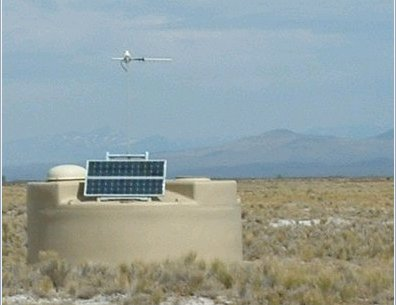
Frente de un tanque en un campo de Malargüe.

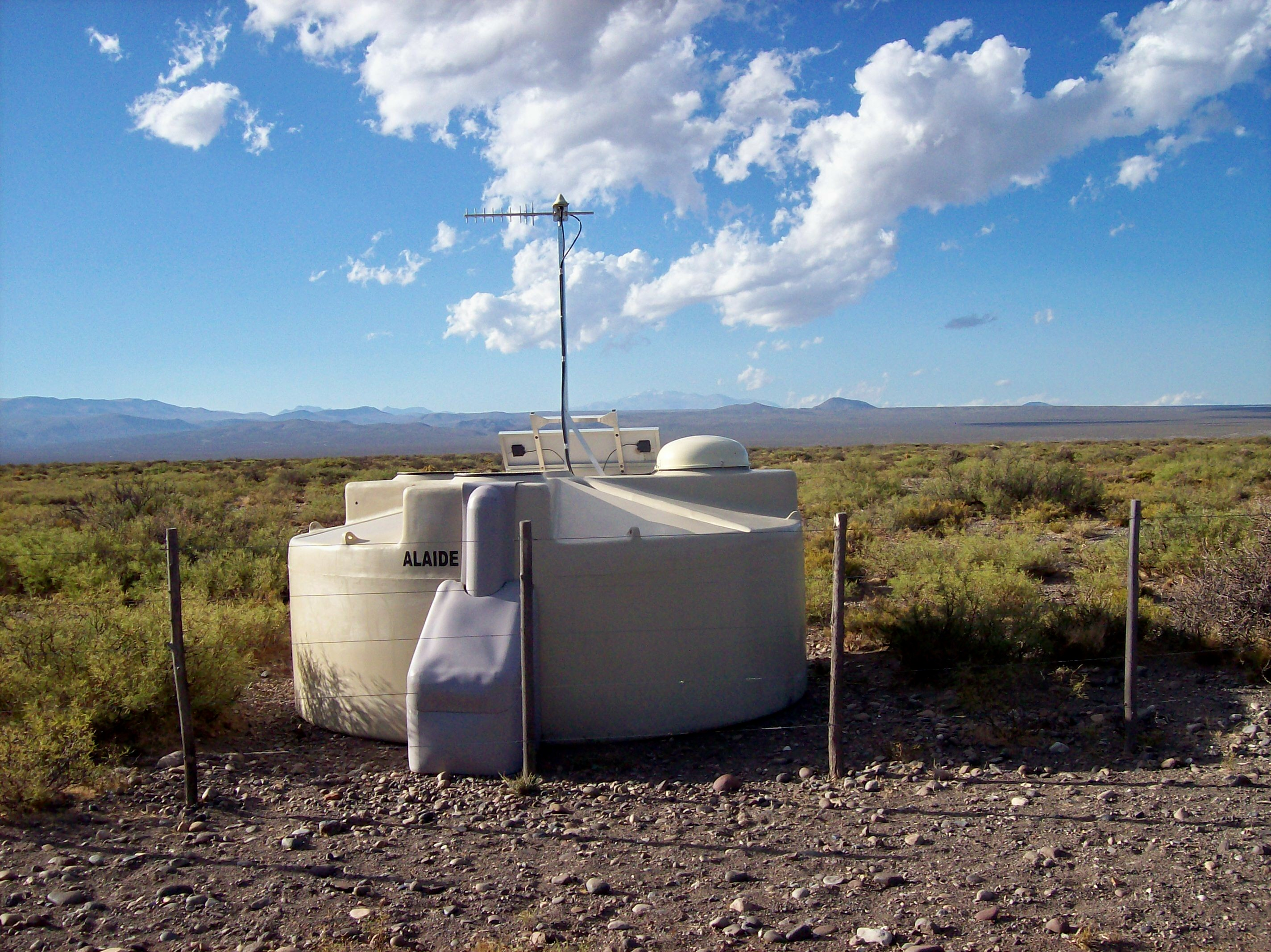
Parte trasera de un tanque.

Hay también detectores Cherenkov basados en el efecto del mismo nombre (en honor a Pavel Alexeievich Cherenkov, premio Nobel de física en 1958, por haberlo descubierto). Este se produce cuando una partícula cargada se mueve en un medio transparente con velocidad mayor que la que tendría la luz en dicho medio. En esta situación se produce una perturbación electromagnética que origina una emisión de luz, análogamente a como un barco rápido crea una estela al navegar en aguas en reposo. La luz de la partícula resulta emitida dentro de los límites de una superficie de forma cónica, donde el vértice es el punto en que la partícula entró al detector y la directriz es la dirección de su movimiento. Un tanque de agua hermético y oscuro resulta un buen detector del rastro de la partícula si se le adicionan fotomultiplicadores similares a los empleados en el ojo de mosca. Estos detectores Cherenkov de agua han sido la mejor solución, tanto operativa como económicamente.
Se están construyendo tanques cilíndricos cerrados que contienen una bolsa también cilíndrica de polietileno, fabricada en el lugar por estudiantes locales que siguen las directivas de la Universidad de Colorado. Esta bolsa, llamada técnicamente sachet o liner, se encuentra llena de 12 000 litros de agua ultrapura en la que la partícula deja su rastro. Los tanques en sí miden aproximadamente 3,5 m de diámetro y más de un metro y medio de alto. Se encuentran emplazados a 1,5 km de distancia entre ellos, formando una red que cubre unos 3000 km². Una celda unitaria contiene los detectores, y cada detector posee fotomultiplicadores en su parte superior, un panel solar y plaquetas electrónicas de adquisición de datos y de comunicaciones, que registran y transmiten la intensidad de la radiación producida por la lluvia al atravesar el detector transparente constituido de agua pura. La idea es construir unos 1600 tanques junto con unos 6 detectores de fluorescencia.
Ambos detectores enfocan la misma región del cielo pues se busca la redundancia, o sea, duplicar las mediciones. Las estaciones de medición son autónomas, la energía la obtienen de paneles solares y por medio de una radio envían y reciben datos.

## Instituciones que forman parte del proyecto
EI proyecto Auger está abierto a la comunidad científica mundial y como toda empresa de esta envergadura, tendrá consecuencias importantes en la formación y retención de recursos humanos del país que es sede del proyecto. La construcción del observatorio requirió la aplicación de variadas técnicas: electrónicas analógicas y digitales de bajo consumo, comunicaciones, adquisición de datos por telemetría, microprocesamiento rápido de información en redes, simulación, reconocimiento de estructuras lógicas, empleo de redes satelitales para sincronización y posicionamiento, administración de grandes sistemas tecnológicos, tratamiento de agua, etc.
La conducción del emprendimiento está en manos de:
- James Cronin, de la Universidad de Chicago, premio Nobel de Física de 1980. Director Emérito.
- Alan Watson, Universidad de Leeds, Reino Unido. Director Emérito.
- Antonella Castellina, senior scientist en el INAF (Istituto Nazionale di Astrofisica) y asociada para la investigación científica por el Instituto Nacional de Física Nuclear de Italia (Istituto Nazionale di Fisica Nucleare). Directora (2023-2026).
- Ralph Engel, Karlsruhe Institute of Technology, Alemania,  ex-Director.
- Giorgio Matthiae Universidad de Roma, Italia. ex-Director.
- Paul Sommers, Universidad Estatal de Pensilvania, Estados Unidos. ex-Codirector.
- Sergio Petrera, Universidad de Karlsruhe, Alemania. ex-Codirector
- Alberto Etchegoyen (CNEA Conicet Vocero del Observatorio Pampa Amarilla).

Algunas de las instituciones más importantes que intervienen son: varias universidades de los mencionados países auspiciantes (como la Universidad de Alcalá de Henares), el Fermi National Laboratory (Fermilab), la Universities Research Association Inc., la Granger Foundation, la National Science Foundation (los cuatro de los EE. UU.) y la UNESCO.
- Instituciones participantes en Argentina:
  - Comisión Nacional de Energía Atómica
  - Universidad Nacional de La Plata
  - Universidad Nacional de Cuyo
  - Instituto Balseiro
  - Universidad Tecnológica Nacional

- Instituciones argentinas Asociadas:
  - Universidad de Buenos Aires
  - Instituto de Astronomía y Física del Espacio (IAFE)

## Extensión del proyecto a 2035
El 16 de noviembre de 2024 se extendió su convenio internacional hasta 2035 para abordar nuevos desafíos científicos. Según explicó Daniel Supanitsky, director del Instituto de Tecnologías en Detección y Astropartículas (ITEDA), se ha descubierto que los rayos cósmicos de más alta energía no solo están compuestos por protones, sino también por núcleos más pesados. Estos núcleos experimentan desviaciones más significativas al atravesar los campos magnéticos de la galaxia y el medio intergaláctico, lo que dificulta identificar sus fuentes.
Para superar este obstáculo, el observatorio busca realizar estudios detallados sobre la composición de los rayos cósmicos a estas energías extremas, ya que este conocimiento será clave para determinar con mayor precisión las fuentes de estos fenómenos. Esta necesidad impulsó una actualización conocida como “AugerPrime”, que incluye mejoras en los sistemas de detección y la incorporación de nuevos detectores de muones, desarrollados por el ITEDA. Estos avances permitirán al observatorio enfrentar los retos científicos actuales y profundizar en la comprensión del origen y los mecanismos de aceleración de los rayos cósmicos.